# Ferula xeromorpha
Ferula xeromorpha är en flockblommig växtart som beskrevs av Jevgenij Korovin. Ferula xeromorpha ingår i släktet stinkflokesläktet, och familjen flockblommiga växter. Inga underarter finns listade i Catalogue of Life.